# Welyka Turja
Welyka Turja (ukrainisch Велика Тур'я; russisch Великая Турья Welikaja Turja, polnisch Turza Wielka) ist ein Dorf in der westukrainischen Oblast Iwano-Frankiwsk mit etwa 2400 Einwohnern.

## Geschichte
Der Ort wurde im Jahre 1486 als Twrza erstmals urkundlich erwähnt, und dann als Twrye (1494), Thurza (1578), Turza Wielka (1785–1788) und so weiter.
Bei der Ersten Teilung Polens kam das Dorf 1772 zum neuen Königreich Galizien und Lodomerien des habsburgischen Kaiserreichs (ab 1804).
Im Jahre 1900 hatte die Gemeinde Turza Wielka 327 Häuser mit 2309 Einwohnern, davon 2046 ruthenischsprachige, 235 deutschsprachige, 28 polnischsprachige, 2046 griechisch-katholische, 233 israelitische, 30 römisch-katholische, 42 anderen Glaubens.
Im Jahre 1901 entstand südöstlich des Dorfes die jüngste deutsche Kolonie in Galizien – Diamantheim (ukrainisch Широке Поле, polnisch Szerokie Pole für Breitenfeld). In der Zwischenkriegszeit gab es in Diamantheim eine Filialgemeinde der Gemeinde Ugartsthal in der Evangelischen Kirche Augsburgischen und Helvetischen Bekenntnisses in Kleinpolen, die im Jahr 1937 300 Mitglieder hatte. Im Jahre 1939 hatte Diamantheim 310 Einwohner, davon 270 Deutsche.
Nach dem Ende des Polnisch-Ukrainischen Kriegs 1919 kam die Gemeinde zu Polen. Im Jahre 1921 hatte sie 498 Häuser mit 2652 Einwohnern, davon 2131 Ruthenen, 266 Deutschen, 178 Juden, 77 Polen, 2113 griechisch-katholische, 266 evangelische, 202 israelitische, 72 römisch-katholische.
Im Zweiten Weltkrieg gehörte die Gemeinde zuerst zur Sowjetunion und ab 1941 zum Generalgouvernement, ab 1945 wieder zur Sowjetunion, heute zur Ukraine. Die Kolonie Diamantheim wurde ganz zerstört.
Am 12. Juni 2020 wurde das Dorf ein Teil der neu gegründeten Stadtgemeinde Dolyna im Rajon Dolyna, bis dahin bildete es die gleichnamige Landratsgemeinde Welyka Turja (Великотур'янська сільська рада/Welykoturjanska silska rada) im Nordosten des Rajons.
Am 17. Juli 2020 wurde der Ort Teil des Rajons Kalusch.